# Nieuw-Zeelandse spinazie
Nieuw-Zeelandse spinazie (Tetragonia tetragonioides (Pall.) Kuntze, synoniem: Tetragonia expansa Murray) is een eenjarige eetbare plant uit de ijskruidfamilie (Aizoaceae). De soort is niet verwant aan spinazie (Spinacia oleracea). De plant is aan het einde van de 18e eeuw naar Europa gebracht. De groente wordt geteeld in de natuurlijk voorkomende vorm en heeft daardoor weinig last van ziekten. Omdat de plant warmteminnend is verloopt de groei in Nederland aanvankelijk traag en wordt pas in augustus de snelste groei bereikt.
Het is een vertakte langzaam groeiende plant met een ondiep wortelstelsel, die een voedselrijke grond en flink wat ruimte nodig heeft. De plantafstand is 100 × 100 cm.
De driehoekige blaadjes zijn dik en vettig en worden op dezelfde manier bereid als spinazie. De zaden zitten met drie of vier in gedoornde doosvruchtjes. Het is mogelijk begin april binnen of onder platglas te zaaien en half mei buiten uit te planten of buiten ter plaatse te zaaien vanaf half mei. Voor het zaaien moeten de doosvruchtjes enkele uren in warm water worden voorgeweekt. De plant verdraagt geen vorst en is bij opkomst gevoelig voor kou. De oogst van de bladeren en stengeltoppen begint in de tweede helft van juni en gaat door tot de vorst.

## Inhoudsstoffen
De voedingswaarde van 100 gram verse tetragonia is:
| Energetische waarde | 80 kJ    |
| Koolhydraten        | 3 gram   |
| Eiwit               | 2 gram   |
| Vet                 | 0,3 gram |
| Vitamine C          | 20 mg    |
| Caroteen            | 4,3 mg   |
| Vitamine B1         | 0,08 mg  |
| Vitamine B2         | 0,2 mg   |
| Calcium             | 58 mg    |
| IJzer               | 2,6 mg   |